# Птица высокого полёта (фильм)
«Птица высокого полёта» (англ. High Flying Bird) — американский спортивный драматический фильм режиссёра Стивена Содерберга по сценарию Тарелла Элвина Маккрейни. Главные роли исполнили Андре Холланд, Зази Битц, Мелвин Грегг, Соня Сон, Закари Куинто, Гленн Флешлер, Джерил Прескотт, Джастин Хёртт-Данкли, Калеб Маклафлин, Бобби Бордли, Кайл Маклахлен и Билл Дьюк.
Мировая премьера фильма состоялась на фестивале «Сандэнс» 27 января 2019 года. Его выход на Netflix состоялся 8 февраля 2019 года.

## Актёрский состав
- Андре Холланд — Рэй Бёрк
- Зази Битц — Сэм
- Мелвин Грегг — Эрик Скотт
- Соня Сон — Майра
- Закари Куинто — Дэвид Старр
- Кайл Маклахлен — Дэвид Сетон
- Билл Дьюк — Спенсер
- Джерил Прескотт — Эмера Умбра
- Калеб Маклафлин — Дариус
- Гленн Флешлер — коллега Сетона
- Джастин Хёртт-Данкли — Джамеро
- Бобби Бордли — Фредди

## Производство
В октябре 2017 года было объявлено, что Андре Холланд исполнит главную роль в фильме, режиссурой которого займётся Стивен Содерберг по сценарию Тарелла Элвина Маккрейни. Компания Содерберга «Extenstion 765» была объявлена в качестве компании, которая займётся продюсированием. В марте 2018 года к фильму присоединились Зази Битц и Кайл Маклахлен. В апреле 2018 года к актёрскому составу присоединился Мелвин Грегг.
Съёмки фильма начались в феврале 2018 в Нью-Йорке и завершились 15 марта 2018 года. Содерберг снял фильм на iPhone 8.

## Релиз
В сентябре 2018 года компания Netflix приобрела дистрибьюторские права на фильм. Премьера фильма состоялась на кинофестивале «Сандэнс» 27 января 2019 года. Его выход на Netflix состоялся 8 февраля 2019 года.